# Lipiniówka

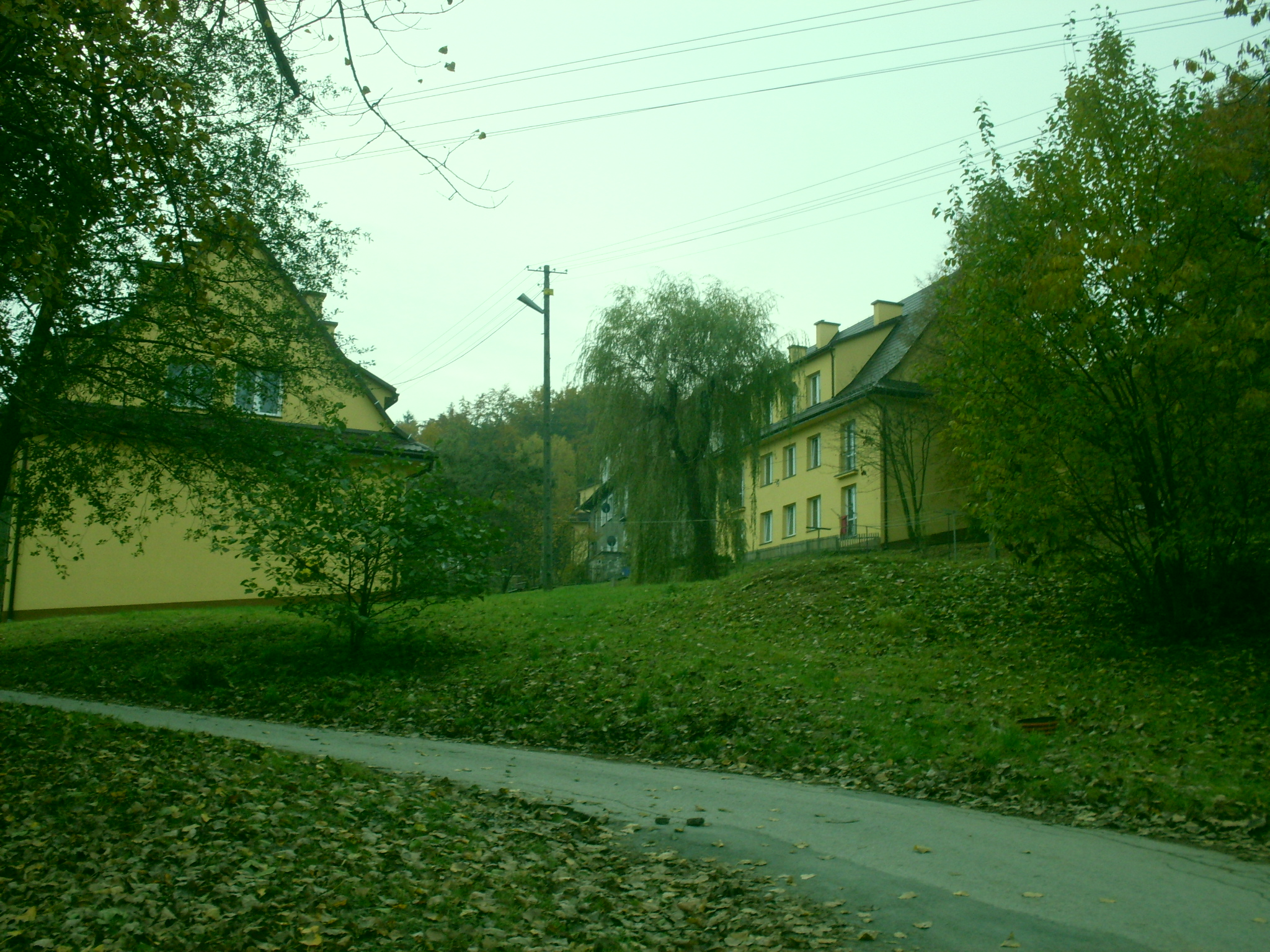
Bloki Lipiniówka pod wzgórzem

Lipiniówka – wzgórze o wysokości 411,7 m n.p.m.. Znajduje się na południowym krańcu Wyżyny Olkuskiej, wznosi się nad krzeszowickim osiedlem Czatkowice Dolne (północna-zachodnia strona) w województwie małopolskim. Wschodnie zbocze opada do Doliny Krzeszówki, południowa część łączy się z Bartlową Górą, a północno-wschodnie opada do Doliny Czernki. Na wschodnim zboczu na osiedlu Czatkowice Dolnych stoi kompleks bloków (powstałych w latach 60. XX w.) o nazwie Lipiniówka.